# Johnny Deluxe (album)
Johnny Deluxe er selvbetitlede debutalbum fra det danske band Johnny Deluxe. Det blev udgivet den 24. maj 2004, året efter deres EP Elskovspony, og indeholder fire ud af de fem numre fra denne udgivelse.
Albummet toppede Hitlisten som #4 og solgte platin i Danmark. Musikmagasinet GAFFA gav det kun to ud af seks stjerner. Albummet solgte 40.000 eksemplarer.

## Spor
1. "Vi Vil Ha' Mer'"
2. "Drømmer Jeg?" (featuring Anna Nordell)
3. "Lille Hypokonder"
4. "Elskovspony"
5. "Hun Er Et Vilddyr"
6. "Allersmukkest"
7. "Penge Er Alt"
8. "Sommeren Er Forbi"
9. "Dobbeltliv"
10. "Hemmelighed
11. "Det' Ligemeget"